# Lucius Cornificius
Lucius Cornificius est un homme politique et militaire de la fin de la République romaine, membre de la gens plébéienne Cornificia et consul en 35 av. J.-C.

## Famille
Il est probablement le fils de l'accusateur de Titus Annius Milo[réf. souhaitée].

## Biographie
En 43 av. J.-C., comme tribun de la plèbe, Cornificius sert d'accusateur de Marcus Junius Brutus dans le tribunal qui juge les meurtriers de Jules César, en application de la lex Pedia.
Il est envoyé par Octavien avec une flotte pour combattre Sextus Pompée en 38 av. J.-C.. Il se distingue militairement dans des combats au large de la Sicile, parvenant à capturer le navire de Demócares, amiral de la flotte pompéienne. En 36 av. J.-C., après avoir débarqué avec une armée en Sicile, il parvient à dégager sain et sauf ses trois légions d'une situation dangereuse et à les unir à Marcus Vipsanius Agrippa à Mylae,,.
Pour ces succès, en 35 av. J.-C., il est nommé consul aux côtés de Sextus Pompeius, un lointain parent de l'ancien maître de Sicile. Il est remplacé par Titus Peducaeus en cours d'année et succède à Titus Statilius Taurus comme proconsul d'Afrique. Il exerce sa promagistrature jusqu'en 32 av. J.-C. et célèbre un triomphe pour une victoire en Afrique le 3 décembre de la même année.
À l'instar d'autres personnalités liées à Auguste, il doit investir une partie de sa fortune pour embellir Rome et il fait construire à ses frais un temple de Diane sur l'Aventin.